# Brigitte Fehrle

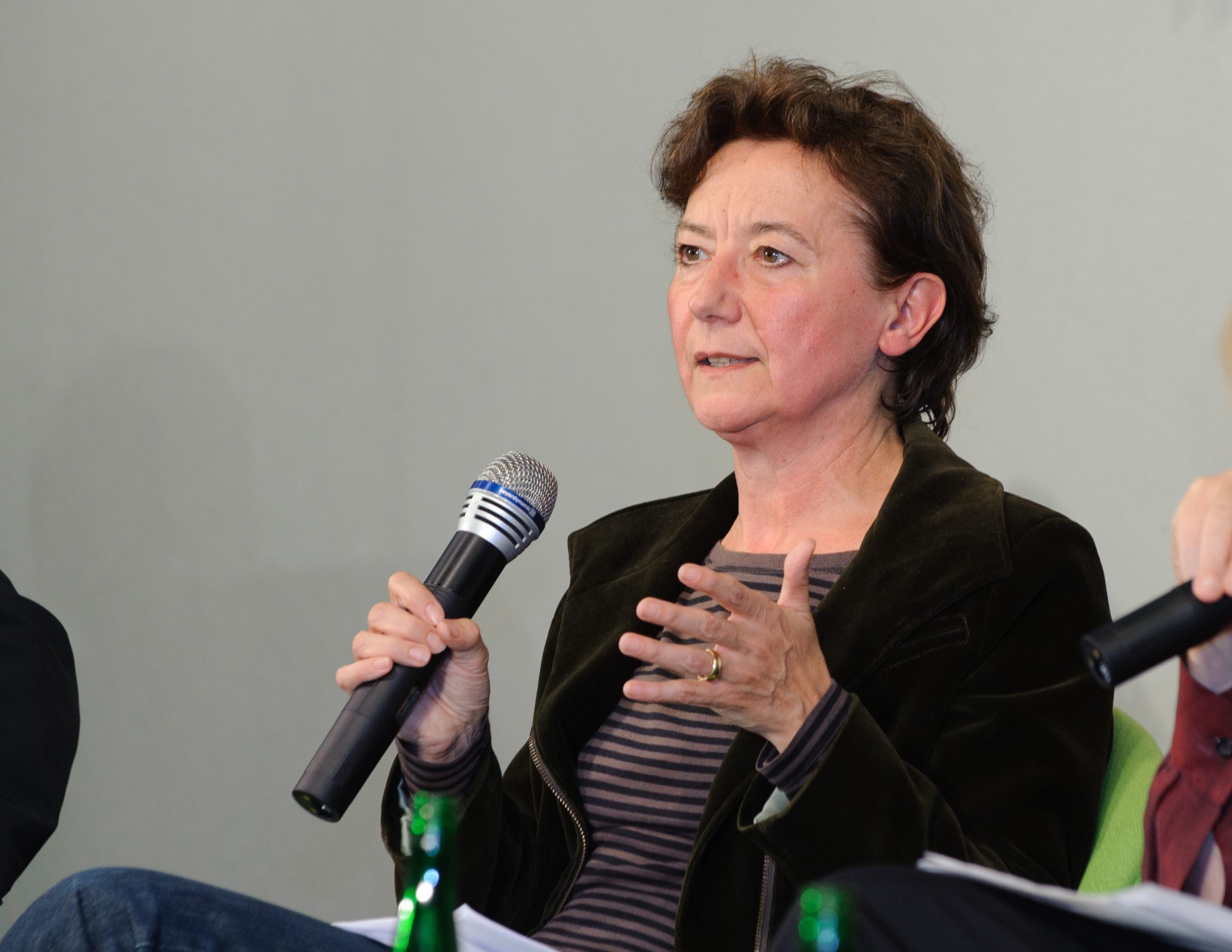
Brigitte Fehrle (2010)

Brigitte Fehrle (geboren am 19. Dezember 1954 in Stuttgart) ist eine deutsche Journalistin. Vom 1. Juli 2012 bis 30. September 2016 war sie Chefredakteurin der Berliner Zeitung.

## Leben
Brigitte Fehrle ist Tochter einer Verkäuferin und eines Automechanikers. Sie machte zunächst eine Ausbildung zur Buchhändlerin und studierte dann Politikwissenschaft an der FU Berlin. Nach ihrem Studienabschluss arbeitete sie ab 1984 als freie Mitarbeiterin und dann feste Redakteurin bei der Berliner taz. Von dort wechselte sie zu Wendezeiten 1990 als verantwortliche Redakteurin für Berliner Landespolitik zur Berliner Zeitung. Sie stieg dort auf zur leitenden Redakteurin des Ressorts Innenpolitik und später zur stellvertretenden Chefredakteurin.
Zeitgleich mit dem Chefredakteur Uwe Vorkötter wechselte Fehrle von August 2006 bis August 2007 auf den gleichen Posten bei der Frankfurter Rundschau. Dann übernahm sie für knapp zwei Jahre die Leitung des Hauptstadtbüros der Wochenzeitung Die Zeit. Im März 2009 wechselte sie zurück auf ihren Posten als Chefredaktionsvize der Berliner Zeitung. Seit 1. Juli 2012 war Fehrle alleinige Chefredakteurin der Hauptstadtzeitung der Mediengruppe M. DuMont Schauberg. Zum 1. Oktober 2016 wurde sie durch Jochen Arntz abgelöst.
Brigitte Fehrle gilt als analytische, konsequente und meinungsstarke politische Journalistin. Im Schönen Morgen auf Radio Eins vom rbb kommentierte Brigitte Fehrle von Februar 2010 bis März 2020 regelmäßig das politische Zeitgeschehen. Ebenso ist sie als Beobachterin der politischen Entwicklungen häufig Gast im Studio 9 bei Deutschlandfunk Kultur sowie beim Nachrichten- und Informationskanal Phoenix.
Im Januar 2019 wurde Brigitte Fehrle in die vom Spiegel eingerichtete Kommission berufen, die das komplette Ausmaß der Relotius-Fälschungen im Magazin unabhängig und umfänglich aufarbeiten sollte. Die Kommission war nicht weisungsgebunden. Aufgabe war es unter anderem, das Fehlverhalten von Personen aufzuklären, systemische Ursachen in den Abläufen von Redaktion, Dokumentation und anderen Abteilungen zu ermitteln und Verbesserungsvorschläge für eine effizientere Fehlerkontrolle für die Redaktion und die Dokumentation zu unterbreiten.
Brigitte Fehrle wohnt in Berlin-Kreuzberg und hat einen Zweitwohnsitz im Wendland.

## Auszeichnungen
2022 wurde Brigitte Fehrle mit der Hedwig-Dohm-Urkunde des Journalistinnenbundes geehrt. „Ein Vorbild ist Brigitte Fehrle, eine unbestechliche Journalistin und unermüdliche Förderin des journalistischen Nachwuchses“, heißt es in der Begründung. „Ihren unbestechlichen Blick hat sie zuletzt einmal mehr bei der Aufarbeitung der Fälschungen beim Spiegel bewiesen.“

## Kontroverse um subventionierten Immobilienbesitz
Am 13. Januar 2023 veröffentlichte der Spiegel einen Artikel über ein Haus in Berlin-Kreuzberg, das Fehrle mit fünf Miteigentümern 1991 erworben hatte. Demnach kaufte die Eigentümergemeinschaft, darunter Fehrles Lebensgefährte sowie der Journalist Matthias Geis, das Gebäude in der Oranienstraße 169 mit rund 1800 Quadratmetern Wohn- und Gewerbefläche für 1,2 Millionen Mark, um es sanieren zu lassen. Vor der Sanierung verließen zwei Eigentümer die Gruppe, dafür kamen die Journalistinnen Petra Bornhöft und Annette Ramelsberger sowie die Mutter von Fehrles Lebensgefährten hinzu. Um als sogenannte Selbsthilfegruppe eine besondere Förderung vom Land Berlin zu erhalten, verpflichteten sich die Eigentümer unter anderem, das Haus selbst zu bewohnen und freistehende Wohnungen dem Bezirk zu melden. Laut den Recherchen des Spiegel fand dies nicht in jedem Fall statt, bis auf drei (Fehrle, ihr Lebensgefährte und Bornhöft), wohnten diese nicht selbst in dem Haus. Mieter seien aufgefordert worden, nicht zu kommunizieren, dass nicht der Eigentümer in der Wohnung lebe. Für die Sanierung gewährte der Senat insgesamt mehr als 3,4 Millionen Mark Baukostenzuschuss, 2017 endeten die letzten damit verbundenen Auflagen. 2022 wurde den Mietern bekannt, dass ein Verkauf der Immobilie anstehe. Auf einen von Canan Bayram angeregten profitablen Verkauf der Immobilie an eine Genossenschaft oder andere gemeinwohlorientierte Akteure gingen die Eigentümer nicht ein – stattdessen sollte das Haus 2023 an einen Immobilieninvestor verkauft werden.
Im Juli 2025 wurde bekannt, dass de Berliner Senatsverwaltung für Bauen vor dem Verwaltungsgericht Klage auf Rückzahlung der Fördersumme erhoben hat.